# Biegi narciarskie na Mistrzostwach Świata Juniorów w Narciarstwie Klasycznym 2020
Biegi narciarskie na 40. mistrzostwach świata juniorów odbyły się w dniach 29 lutego – 7 marca 2020 roku w niemieckim Oberwiesenthal. Zawodnicy i zawodniczki rywalizowali łącznie w 15 konkurencjach, w dwóch kategoriach wiekowych: juniorów oraz młodzieżowców.

## Wyniki juniorów
| Miejsce | Zawodnik          | Czas    | Strata |
| ------- | ----------------- | ------- | ------ |
|         | Ansgar Evensen    | 2:33,44 | —      |
|         | Valerio Grond     | 2:35,76 | +2,32  |
|         | Maxim Cervinka    | 2:36,65 | +3,21  |
| 4.      | Siergiej Wołkow   | 2:37,04 | +3,60  |
| 5.      | Anian Sossau      | 2:40,53 | +7,09  |
| 6.      | Ben Ogden         | 2:51,06 | +17,62 |
| ...     |                   |         |        |
| 25.     | Sebastian Bryja   | —       | —      |
| 32.     | Piotr Sobiczewski | —       | —      |
| 47.     | Damian Dawid      | —       | —      |
| 64.     | Robert Bugara     | —       | —      |

| Miejsce | Zawodniczka             | Czas    | Strata |
| ------- | ----------------------- | ------- | ------ |
|         | Louise Lindström        | 2:33,41 | —      |
|         | Izabela Marcisz         | 2:33,88 | +0,47  |
|         | Siri Wigger             | 2:34,48 | +1,07  |
| 4.      | Elena Rise Johnsen      | 2:35,43 | +2,02  |
| 5.      | Helene Marie Fossesholm | 2:36,03 | 2,62   |
| 6.      | Jasmin Kahara           | 2:49,57 | +16,16 |
| ...     |                         |         |        |
| 7.      | Monika Skinder          | —       | —      |
| 24.     | Karolina Kaleta         | —       | —      |
| 33.     | Magdalena Kobielusz     | —       | —      |

| Miejsce | Zawodnik              | Czas    | Strata  |
| ------- | --------------------- | ------- | ------- |
|         | Gus Schumacher        | 26:31,7 | —       |
|         | Friedrich Moch        | 26:36,2 | +4,5    |
|         | Davide Graz           | 26:38,4 | +6,7    |
| 4.      | Dmitrij Żul           | 26:48,4 | +16,7   |
| 5.      | David Thorvik         | 27:05,7 | +34,0   |
| 6.      | Martin Kirkeberg Mørk | 27:15,2 | +43,5   |
| ...     |                       |         |         |
| 44.     | Sebastian Bryja       | 28:57,2 | +2:25,5 |
| 53.     | Robert Bugara         | 29:37,4 | +3:05,7 |
| 62.     | Dawid Damian          | 30:15,2 | +3:43,5 |
| 68.     | Piotr Sobiczewski     | 30:33,9 | +4:02,2 |

| Miejsce | Zawodniczka             | Czas    | Strata  |
| ------- | ----------------------- | ------- | ------- |
|         | Helene Marie Fossesholm | 13:49,1 | —       |
|         | Lisa Lohmann            | 14:04,8 | +15,7   |
|         | Izabela Marcisz         | 14:17,2 | +28,1   |
| 4.      | Emilie Jeantet          | 14:20,4 | +31,3   |
| 5.      | Dinige’er Yilamujiang   | 14:25,5 | +36,4   |
| 6.      | Märta Rosenberg         | 14:27,1 | +38,0   |
| ...     |                         |         |         |
| 12.     | Monika Skinder          | 14:40,1 | +40,0   |
| 46.     | Karolina Kaleta         | 15:29,3 | +1:40,2 |
| 53.     | Magdalena Kobielusz     | 15:51,1 | +2:02,0 |

| Miejsce | Zawodnik               | Czas      | Strata  |
| ------- | ---------------------- | --------- | ------- |
|         | Iver Tildheim Andersen | 1:13:39,0 | —       |
|         | Friedrich Moch         | 1:13:48,4 | +9,4    |
|         | Martin Kirkeberg Mørk  | 1:14:11,8 | +32,8   |
| 4.      | Rémi Drolet            | 1:14:22,2 | +43,2   |
| 5.      | Gus Schumacher         | 1:14:35,1 | +56,1   |
| 6.      | Davide Graz            | 1:14:41,3 | +1:02,3 |
| ...     |                        |           |         |
| 47.     | Dawid Damian           | 1:22:18,1 | +8:39,1 |

| Miejsce | Zawodniczka             | Czas    | Strata  |
| ------- | ----------------------- | ------- | ------- |
|         | Helene Marie Fossesholm | 35:55,6 | —       |
|         | Izabela Marcisz         | 37:04,9 | +1:09,3 |
|         | Siri Wigger             | 37:06,2 | +1:10,6 |
| 4.      | Patrīcija Eiduka        | 37:07,8 | +1:12,2 |
| 5.      | Sophia Laukli           | 37:22,1 | +1:26,5 |
| 6.      | Louise Lindström        | 37:24,5 | +1:28,9 |
| ...     |                         |         |         |
| 23.     | Monika Skinder          | 38:49,7 | +2:54,1 |
| 42.     | Magdalena Kobielusz     | 39:58,4 | +4:02,8 |
| 53.     | Karolina Kukuczka       | 40:07,5 | +4:11,9 |

| Miejsce | Państwo           | Zawodnicy                                                     | Czas    | Strata  |
| ------- | ----------------- | ------------------------------------------------------------- | ------- | ------- |
|         | Stany Zjednoczone | Luke Jager Ben Ogden Johnny Hagenbuch Gus Schumacher          | 54:54,9 | —       |
|         | Kanada            | Xavier McKeever Olivier Léveillé Thomas Stephen Rémi Drolet   | 55:30,4 | +35,5   |
|         | Włochy            | Michele Gasperi Davide Graz Giovanni Ticcó Francesco Manzoni  | 55:50,3 | +55,4   |
| 4.      | Szwajcaria        | Nicola Wigger Avelino Näpflin Cla-Ursin Nufer Valerio Grond   | 56:29,3 | +1:34,4 |
| 5.      | Francja           | Gaspard Rousset Sabin Coupat Victor Lovera Mathieu Goalabré   | 56:33,7 | +1:38,8 |
| 6.      | Rosja             | Artiom Maksymow Dmitrij Żul Andriej Kuzniecow Siergiej Wołkow | 56:39,0 | +1:44,1 |
| ...     |                   |                                                               |         |         |
| 8.      | Polska            | Dawid Damian Robert Bugara Sebastian Bryja Piotr Sobiczewski  | 57:19,7 | +2:24,8 |

| Miejsce | Państwo           | Zawodniczki                                                                               | Czas    | Strata  |
| ------- | ----------------- | ----------------------------------------------------------------------------------------- | ------- | ------- |
|         | Szwajcaria        | Nadja Kälin Siri Wigger Anja Weber Anja Lozza                                             | 35:08,6 | —       |
|         | Stany Zjednoczone | Sydney Palmer-Leger Kendall Kramer Sophia Laukli Novie McCab                              | 35:13,5 | +4,9    |
|         | Szwecja           | Tilde Baangman Märta Rosenberg Tove Ericsson Louise Lindström                             | 35:22,8 | +14,2   |
| 4.      | Włochy            | Nicole Monsorno Emilie Jeantet Valentina Maj Martina Di Centa                             | 35:53,2 | +44,6   |
| 5.      | Rosja             | Anastasija Faliewa Natalja Mekrjukowa Olga Żołudiewa Wieronika Stiepanowa                 | 35:59,7 | +51,1   |
| 6.      | Norwegia          | Kristin Austgulen Fosnæs Hanne Wilberg Rofstad Elena Rise Johnsen Helene Marie Fossesholm | 36:17,5 | +1:08,9 |
| ...     |                   |                                                                                           |         |         |
| DSQ.    | Polska            | Karolina Kaleta Monika Skinder Magdalena Kobielusz Izabela Marcisz                        | —       | —       |

## Wyniki młodzieżowców U23
| Miejsce | Zawodnik                | Czas    | Strata |
| ------- | ----------------------- | ------- | ------ |
|         | Vebjørn Hegdal          | 2:38,56 | —      |
|         | Mattia Armellini        | 2:38,81 | +0,25  |
|         | Harald Østberg Amundsen | 2:40,67 | +2,11  |
| 4.      | Aleksandr Tierientjew   | 2:46,81 | +8,25  |
| 5.      | Dienis Filimonow        | 2:48,62 | +10,06 |
| 6.      | Richard Leupold         | 2:56,92 | +18,36 |
| ...     |                         |         |        |
| 47.     | Mateusz Haratyk         | —       | —      |
| 52.     | Michał Skowron          | —       | —      |

| Miejsce | Zawodniczka       | Czas    | Strata |
| ------- | ----------------- | ------- | ------ |
|         | Emma Ribom        | 2:36,77 | —      |
|         | Johanna Hagström  | 2:37,31 | +0,54  |
|         | Julia Kern        | 2:37,91 | +1,14  |
| 4.      | Lena Quintin      | 2:38,45 | +1,68  |
| 5.      | Kateřina Janatová | 2:39,38 | +2,61  |
| 6.      | Antonia Fräbel    | 2:40,09 | +3,32  |
| ...     |                   |         |        |
| 11.     | Weronika Kaleta   | —       | —      |

| Miejsce | Zawodnik                | Czas    | Strata  |
| ------- | ----------------------- | ------- | ------- |
|         | Siergiej Ardaszew       | 36:26,4 | —       |
|         | Harald Østberg Amundsen | 37:28,4 | +1:02,0 |
|         | Hugo Lapalus            | 38:02,0 | +1:35,6 |
| 4.      | Janosch Brugger         | 38:06,5 | +1:40,1 |
| 5.      | Leo Johansson           | 38:14,6 | +1:48,2 |
| 6.      | Håvard Moseby           | 38:15,0 | +1:48,6 |
| ...     |                         |         |         |
| 27.     | Mateusz Haratyk         | 39:36,2 | +3:09,8 |
| 45.     | Michał Skowron          | 40:53,5 | +4:27,1 |

| Miejsce | Zawodniczka           | Czas    | Strata  |
| ------- | --------------------- | ------- | ------- |
|         | Ebba Andersson        | 28:28,7 | —       |
|         | Marte Mæhlum Johansen | 28:53,5 | +24,8   |
|         | Emma Ribom            | 28:58,9 | +30,2   |
| 4.      | Julia Kern            | 29:06,7 | +38,0   |
| 5.      | Christina Macokina    | 29:07,2 | +38,5   |
| 6.      | Antonia Fräbel        | 29:19,0 | +50,3   |
| ...     |                       |         |         |
| 42.     | Weronika Kaleta       | 32:26,5 | +3:57,8 |

| Miejsce | Zawodnik                  | Czas      | Strata  |
| ------- | ------------------------- | --------- | ------- |
|         | Harald Østberg Amundsen   | 1:12:42,0 | —       |
|         | Siergiej Ardaszew         | 1:12:49,4 | +7,4    |
|         | Håvard Moseby             | 1:13:22,5 | +40,5   |
| 4.      | Thomas Bucher-Johannessen | 1:13:54,7 | +1:12,7 |
| 5.      | Simone Daprà              | 1:14:33,5 | +1:51,5 |
| 6.      | Jon Rolf Skamo Hope       | 1:15:09,6 | +2:27,6 |
| ...     |                           |           |         |
| 25.     | Mateusz Haratyk           | 1:18:23,4 | +5:41,4 |
| 41.     | Michał Skowron            | 1:22:16,4 | +9:34,4 |

| Miejsce | Zawodniczka     | Czas    | Strata  |
| ------- | --------------- | ------- | ------- |
|         | Ebba Andersson  | 35:44,4 | —       |
|         | Moa Lundgren    | 36:21,5 | +37,1   |
|         | Emma Ribom      | 36:29,6 | +45,2   |
| 4.      | Flora Dolci     | 36:40,2 | +55,8   |
| 5.      | Chi Chunxue     | 37:13,1 | +1:28,7 |
| 6.      | Moa Olsson      | 37:17,3 | +1:32,9 |
| ...     |                 |         |         |
| 32.     | Weronika Kaleta | 39:43,6 | +3:59,2 |

| Miejsce | Państwo           | Zawodnicy                                                                          | Czas    | Strata  |
| ------- | ----------------- | ---------------------------------------------------------------------------------- | ------- | ------- |
|         | Norwegia          | Marte Mæhlum Johansen Håvard Moseby Harald Østberg Amundsen Hedda Østberg Amundsen | 54:40,5 | —       |
|         | Rosja             | Christina Macokina Siergiej Ardaszew Dienis Filimonow Nina Dubotołkina             | 55:07,2 | +26,7   |
|         | Włochy            | Anna Comarella Simone Daprà Martin Coradazzi Francesca Franchi                     | 55:20,7 | +40,2   |
| 4.      | Szwecja           | Johanna Hagström Leo Johansson Fredrik Andersson Moa Olsson                        | 55:33,2 | +52,7   |
| 5.      | Stany Zjednoczone | Julia Kern Hunter Wonders Zane Fields Hailey Swirbul                               | 55:35,1 | +54,6   |
| 6.      | Francja           | Juliette Ducordeau Hugo Lapalus Flora Dolci Arnaud Chautemps                       | 55:57,1 | +1:16,8 |

## Klasyfikacja medalowa
| Miejsce | Państwo           |   |   |   | złoto · srebro · brąz |
| ------- | ----------------- | - | - | - | --------------------- |
| 1.      | Norwegia          | 7 | 2 | 3 | 12                    |
| 2.      | Szwecja           | 4 | 2 | 3 | 9                     |
| 3.      | Stany Zjednoczone | 2 | 1 | 1 | 4                     |
| 4.      | Szwajcaria        | 1 | 1 | 2 | 4                     |
| 5.      | Rosja             | 1 | 2 | 0 | 3                     |
| 6.      | Niemcy            | 0 | 3 | 1 | 4                     |
| 7.      | Polska            | 0 | 2 | 1 | 3                     |
| 8.      | Włochy            | 0 | 1 | 3 | 4                     |
| 9.      | Kanada            | 0 | 1 | 0 | 1                     |
| 10.     | Francja           | 0 | 0 | 1 | 1                     |